# Маккэшин, Констанс
Констанс Маккэшин (англ. Constance McCashin; род. 18 июня 1947, Чикаго, Иллинойс) — американская актриса. Маккэшин наиболее известна благодаря своей роли Лауры Эвери Самнер в длительном телесериале «Тихая пристань», где она снималась с 1979 по 1987 год. Маккэшин была исполнительницей одной из четырёх ведущих ролей в шоу о жизни среднего класса в пригороде Лос-Анджелеса, а её персонаж умер от опухоли головного мозга в девятом сезоне. Маккэшин получила похвалу от критиков за игру умирающего персонажа, в двухсотый эпизод сериала был посвящён похоронам Лауры.
Маккэшин была уволена из сериала «Тихая пристань» одновременно с Джули Харрис, так как CBS требовал от продюсеров провести сокращения в бюджете, уволив часть крупных актёров. Когда в 1997 году канал решил снять мини-сериал продолжение, Маккэшин отказалась разрешать им использовать архивные кадры с ней, и CBS пригрозил ей, что она больше никогда не получит работу на телевидении. Вследствие этого актриса также не участвовала в документальном фильме-воссоединении 2005 года.
Маккэшин родилась в Чикаго, штат Иллинойс и в дополнение к роли в сериале «Тихая пристань» снялась во множестве сделанных для телевидения фильмах в конце семидесятых и восьмидесятых. В начале девяностых она появилась в ситкоме «Бруклинский мост», а на большом экране появилась в фильмах «Обнажённое танго» и «Приезжие». Маккэшин заверила актёрскую карьеру к концу девяностых, чтобы стать социальным работником в Бостоне.